# Коркијероа
Коркијероа (фр. Corquilleroy) је насељено место у Француској у региону Центар, у департману Лоаре.
По подацима из 2011. године у општини је живело 2682 становника, а густина насељености је износила 192,12 становника/km².

## Демографија
| 1962. | 1968. | 1975. | 1982. | 1990. | 2011. |
| ----- | ----- | ----- | ----- | ----- | ----- |
| 1.503 | 1.650 | 1.788 | 1.842 | 1.893 | 2.682 |